# Guro Rundbraathen
Guro Rundbraathen, née le 18 avril 1990 à Hønefoss, est une handballeuse internationale norvégienne qui évolue au poste de gardienne de but.

## Palmarès
autres
- vainqueur du championnat du monde junior en 2010
- vainqueur du championnat d'Europe junior en 2009[1]